# Miluša Staškovanová
Miluša Staškovanová, provdaná Miluša Matyášová (* 20. prosince 1946), byla slovenská a československá politička Komunistické strany Slovenska a poslankyně Sněmovny národů Federálního shromáždění za normalizace.

## Biografie
K roku 1971 se profesně uvádí jako brusička. Ve volbách roku 1971 zasedla do slovenské části Sněmovny národů (volební obvod č. 109 - Čadca, Středoslovenský kraj). Do parlamentu nastupovala jako bezpartijní poslankyně, v průběhu volebního období se stala členkou KSS. Ve FS setrvala do konce funkčního období, tedy do voleb roku 1976.